# Johan Fredrik Brinck
Johan Fredrik Brinck, född 9 september 1816 i Västerås församling, Västmanlands län, död 9 mars 1900 i Jakob och Johannes församling, Stockholms stad, var en svensk kopparslagare och politiker. Han var riksdagsman för borgarståndet i Stockholm vid ståndsriksdagarna 1863 samt riksdagen 1865–1866.